# Người bán ô tô

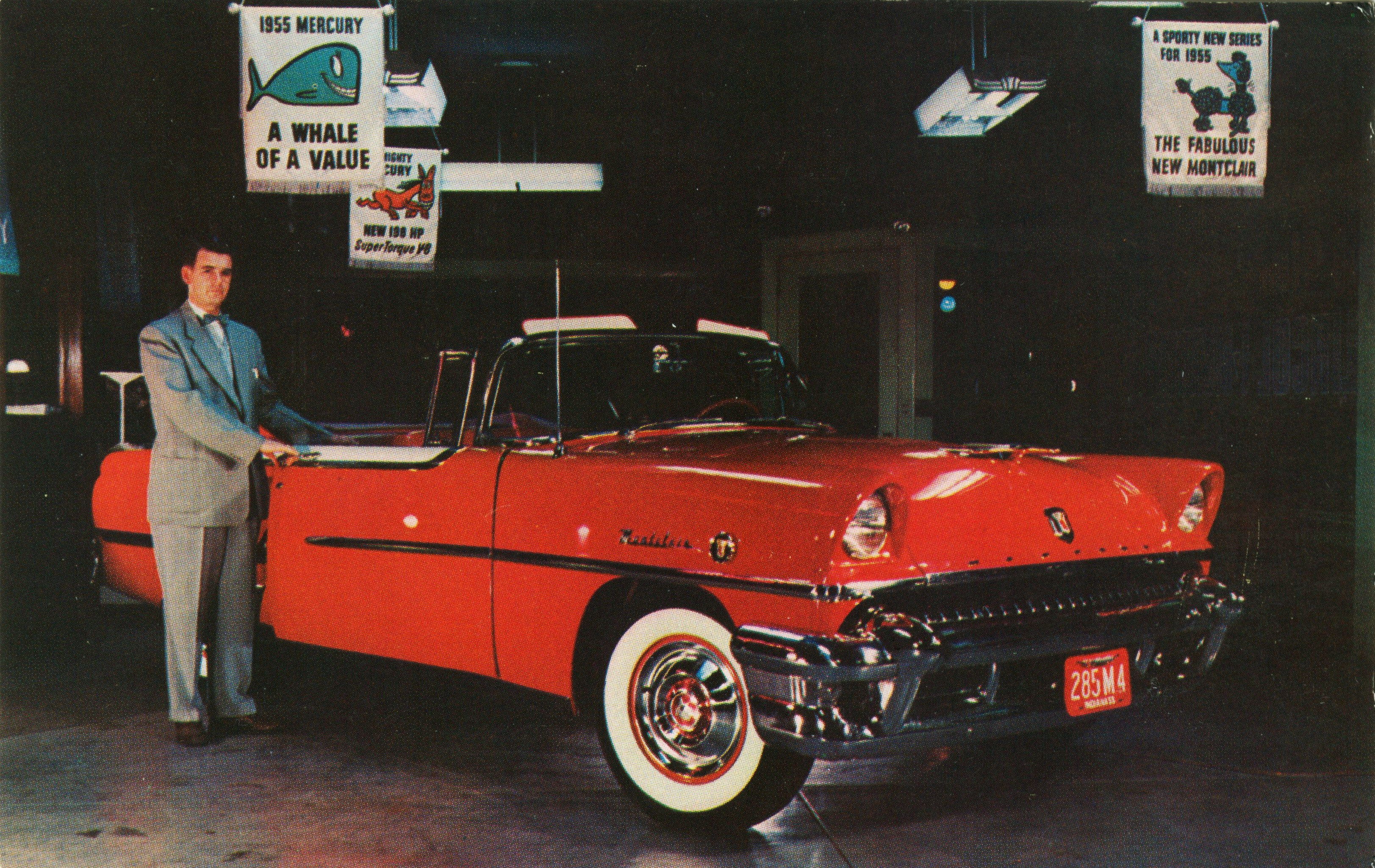
Automobile salesperson in 1955

Nhân viên bán hàng ô tô là một trong nhiều ngành nghề bán hàng.  Nhân viên bán ô tô là một nhân viên bán lẻ, bán xe mới và/hoặc đã qua sử dụng.  Không giống như bán lẻ truyền thống, bán xe đôi khi có thể thương lượng.  Nhân viên bán hàng được tuyển dụng bởi các đại lý xe hơi mới hoặc các đại lý xe hơi đã qua sử dụng.

## Đàm phán xe hơi
Giá của một chiếc xe, không giống như nhiều doanh số bán lẻ, thường có thể thương lượng.  Những chiếc xe mới thường sẽ có nhãn dán cửa sổ nhà máy (nhãn dán Monroney ở Mỹ) liệt kê các thiết bị và tùy chọn, và giá bán lẻ đề xuất hoặc MSRP.  Theo truyền thống, nhân viên bán hàng được trả tiền hoa hồng thay vì tiền lương cố định, thường dựa trên sự kết hợp giữa tỷ suất lợi nhuận và khối lượng đơn vị.

## Văn hóa thịnh hành
Nhân viên bán ô tô, đặc biệt là nhân viên bán xe đã qua sử dụng, thường là một nguồn nhân vật, thường là tiêu cực, trong các bộ phim và chương trình truyền hình và phim hoạt hình.  Lịch sử và truyện cổ tích thường mô tả những người bán hàng rong (người bán hàng hóa) là những người có ảnh hưởng tiêu cực, hoặc người ngoài cuộc để lợi dụng người dân.     Đây là một chủ đề rất phổ biến cho 'nhân viên bán hàng xe cũ' được chọn vào vai một người bán hàng vô lương tâm trong văn hóa đại chúng.
- Trong bộ phim Muppet, Milton Berle đóng vai Mad Man Mooney.
- Trong Willy Wonka & the Chocolate Factory, Leonard Stone đóng vai ông Beauregarde, cha của Violet Beauregarde.
- Trong Fargo, William H. Macy đóng vai Jerry Lundegaard, một nhân viên bán hàng tại một đại lý Oldsmobile ở Minneapolis, Minnesota.
- Trong Những chiếc xe đã qua sử dụng, Kurt Russell đóng vai một nhân viên bán xe đã qua sử dụng và chính trị gia của Wannabe tên là Rudy Russo.
- Trong Suckers, một bộ phim hài hước về các đại lý và nhân viên bán hàng ô tô.
- Trong The Big Steal, Steve Bisley đóng vai một nhân viên bán xe đã qua sử dụng.
- Trong True Lies, Bill Paxton đóng vai một nhân viên bán xe đã qua sử dụng, giả vờ làm gián điệp để quyến rũ các bà nội trợ buồn chán.
- Trong Fast Lane Daily, Bob Shubin Jr. là một nhân viên bán xe đã qua sử dụng, thỉnh thoảng xuất hiện.  Anh ấy nổi tiếng với việc hát "Hey, How Bout a Deal!  ? "
- Trong Matilda, Daniel DeVito miêu tả một nhân viên bán xe hơi vô đạo đức tên là Harry Wormwood.
- Trong Cadillac Man, Robin Williams miêu tả một nhân viên bán xe đã qua sử dụng.
- Trong Three's Company, Larry Dallas là một nhân viên bán xe đã qua sử dụng.
- Trong EastEnders, Roy và Barry Evans, Kevin và David Wicks, Bradley và Max Branning, Frank Butcher, Darren Miller và Arthur "Fatboy" Chubb, Có tất cả ở giai đoạn nào đó miêu tả nhân viên bán xe.
- Trong tập phim " The Dealership " của Seinfeld, Jerry cố gắng mua một chiếc xe mới từ David Puddy do thỏa thuận "người trong cuộc" mà Jerry sẽ có được từ việc làm bạn với bạn gái của Puddy, Elaine.  Puddy và Elaine có một cuộc chiến tại đại lý, khiến Puddy phải quay lại giảm giá và bắt đầu tính phí Jerry cho các "khoản bổ sung" linh tinh.  Jerry, thất vọng, cố gắng hòa giải Elaine và Puddy để anh ta có thể được giảm giá nội bộ một lần nữa.